# Pat Boone/Diskografie
Diese Diskografie ist eine Übersicht über die musikalischen Werke des US-amerikanischen Sängers Pat Boone. Den Schallplattenauszeichnungen zufolge hat er bisher mehr als eine Million Tonträger verkauft, davon alleine in seiner Heimat über 500.000. Seine erfolgreichsten Veröffentlichungen sind die Kompilation Pat’s Great Hits und die Single Speedy Gonzales mit je über 500.000 verkauften Einheiten.

## Alben

### Studioalben
| Jahr | Titel                                 | Höchstplatzierung, Gesamtwochen, AuszeichnungChartplatzierungen (Jahr, Titel, Platzierungen, Wochen, Auszeichnungen, Anmerkungen) | Höchstplatzierung, Gesamtwochen, AuszeichnungChartplatzierungen (Jahr, Titel, Platzierungen, Wochen, Auszeichnungen, Anmerkungen) | Höchstplatzierung, Gesamtwochen, AuszeichnungChartplatzierungen (Jahr, Titel, Platzierungen, Wochen, Auszeichnungen, Anmerkungen) | Höchstplatzierung, Gesamtwochen, AuszeichnungChartplatzierungen (Jahr, Titel, Platzierungen, Wochen, Auszeichnungen, Anmerkungen) | Anmerkungen                           |
| Jahr | Titel                                 | DE | AT | UK | US | Anmerkungen                           |
| ---- | ------------------------------------- | --- | --- | --- | --- | ------------------------------------- |
| 1956 | Howdy!                                | — | — | — | US14 (4 Wo.)US | Erstveröffentlichung: Oktober 1956    |
| 1957 | “Pat”                                 | — | — | — | US19 (3 Wo.)US | Erstveröffentlichung: Juni 1957       |
| 1957 | Hymns We Love                         | — | — | — | US21 (4 Wo.)US | Erstveröffentlichung: Oktober 1957    |
| 1958 | Stardust                              | — | — | UK10 (1 Wo.)UK | US2 (32 Wo.)US | Erstveröffentlichung: Juni 1958       |
| 1958 | Yes Indeed!                           | — | — | — | US13 (2 Wo.)US | Erstveröffentlichung: November 1958   |
| 1959 | Tenderly                              | — | — | — | US17 (11 Wo.)US | Erstveröffentlichung: Juni 1959       |
| 1960 | Moonglow                              | — | — | — | US26 (3 Wo.)US | Erstveröffentlichung: April 1960      |
| 1960 | He Leadeth Me                         | — | — | UK12 (2 Wo.)UK | — | Erstveröffentlichung: April 1960      |
| 1961 | Moody River                           | — | — | — | US29 (30 Wo.)US | Erstveröffentlichung: Juni 1961       |
| 1997 | In a Metal Mood: No More Mr. Nice Guy | — | — | — | US125 (2 Wo.)US | Erstveröffentlichung: 28. Januar 1997 |

grau schraffiert: keine Chartdaten aus diesem Jahr verfügbar

### Kompilationen
| Jahr | Titel                   | Höchstplatzierung, Gesamtwochen/‑monate, AuszeichnungChartplatzierungen (Jahr, Titel, Platzierungen, Wochen/Monate, Auszeichnungen, Anmerkungen) | Höchstplatzierung, Gesamtwochen/‑monate, AuszeichnungChartplatzierungen (Jahr, Titel, Platzierungen, Wochen/Monate, Auszeichnungen, Anmerkungen) | Höchstplatzierung, Gesamtwochen/‑monate, AuszeichnungChartplatzierungen (Jahr, Titel, Platzierungen, Wochen/Monate, Auszeichnungen, Anmerkungen) | Höchstplatzierung, Gesamtwochen/‑monate, AuszeichnungChartplatzierungen (Jahr, Titel, Platzierungen, Wochen/Monate, Auszeichnungen, Anmerkungen) | Anmerkungen                                                 |
| Jahr | Titel                   | DE | AT | UK | US | Anmerkungen                                                 |
| ---- | ----------------------- | --- | --- | --- | --- | ----------------------------------------------------------- |
| 1957 | Pat Boone               | — | — | — | US20 (6 Wo.)US | Erstveröffentlichung: 1956                                  |
| 1957 | Pat’s Great Hits        | — | — | — | US3 Gold · (36 Wo.)US | Erstveröffentlichung: Oktober 1957 Verkäufe: + 500.000      |
| 1959 | White Christmas         | — | — | — | US39 (3 Wo.)US | Erstveröffentlichung: Dezember 1959 Charteinstieg erst 1962 |
| 1960 | Hymns We Have Loved     | — | — | UK14 (1 Wo.)UK | — | Erstveröffentlichung: Mai 1960                              |
| 1962 | Pat Boone’s Golden Hits | — | — | — | US66 (13 Wo.)US | Erstveröffentlichung: August 1962                           |
| 1976 | Pat Boone Originals     | — | — | UK16 Silber · (8 Wo.)UK | — | Verkäufe: + 60.000                                          |
| 1980 | Love Letters            | DE7 (10 Wo.)DE | AT11 (2 Mt.)AT | — | — |                                                             |

grau schraffiert: keine Chartdaten aus diesem Jahr verfügbar
Weitere Kompilationen
- 1997: The Fifties Complete

### Soundtracks
| Jahr | Titel      | Höchstplatzierung, Gesamtwochen, AuszeichnungChartplatzierungen (Jahr, Titel, Platzierungen, Wochen, Auszeichnungen, Anmerkungen) | Höchstplatzierung, Gesamtwochen, AuszeichnungChartplatzierungen (Jahr, Titel, Platzierungen, Wochen, Auszeichnungen, Anmerkungen) | Höchstplatzierung, Gesamtwochen, AuszeichnungChartplatzierungen (Jahr, Titel, Platzierungen, Wochen, Auszeichnungen, Anmerkungen) | Höchstplatzierung, Gesamtwochen, AuszeichnungChartplatzierungen (Jahr, Titel, Platzierungen, Wochen, Auszeichnungen, Anmerkungen) | Anmerkungen                           |
| Jahr | Titel      | DE | AT | UK | US | Anmerkungen                           |
| ---- | ---------- | --- | --- | --- | --- | ------------------------------------- |
| 1957 | April Love | — | — | — | US12 (13 Wo.)US | Soundtrack zum Film April Love (1957) |
| 1962 | State Fair | — | — | — | US12 (19 Wo.)US | Soundtrack zum Film State Fair (1962) |

grau schraffiert: keine Chartdaten aus diesem Jahr verfügbar

### EPs
| Jahr | Titel                   | Höchstplatzierung, Gesamtwochen, AuszeichnungChartplatzierungen (Jahr, Titel, Platzierungen, Wochen, Auszeichnungen, Anmerkungen) | Höchstplatzierung, Gesamtwochen, AuszeichnungChartplatzierungen (Jahr, Titel, Platzierungen, Wochen, Auszeichnungen, Anmerkungen) | Höchstplatzierung, Gesamtwochen, AuszeichnungChartplatzierungen (Jahr, Titel, Platzierungen, Wochen, Auszeichnungen, Anmerkungen) | Höchstplatzierung, Gesamtwochen, AuszeichnungChartplatzierungen (Jahr, Titel, Platzierungen, Wochen, Auszeichnungen, Anmerkungen) | Anmerkungen                       |
| Jahr | Titel                   | DE | AT | UK | US | Anmerkungen                       |
| ---- | ----------------------- | --- | --- | --- | --- | --------------------------------- |
| 1957 | A Closer Walk with Thee | — | — | — | US13 (7 Wo.)US | Erstveröffentlichung: Juni 1957   |
| 1957 | Four by Pat             | — | — | — | US5 (5 Wo.)US | Erstveröffentlichung: August 1957 |

grau schraffiert: keine Chartdaten aus diesem Jahr verfügbar

## Singles
| Jahr | Titel Album                                                                 | Höchstplatzierung, Gesamtwochen/‑monate, AuszeichnungChartplatzierungen (Jahr, Titel, Album, Platzierungen, Wochen/Monate, Auszeichnungen, Anmerkungen) | Höchstplatzierung, Gesamtwochen/‑monate, AuszeichnungChartplatzierungen (Jahr, Titel, Album, Platzierungen, Wochen/Monate, Auszeichnungen, Anmerkungen) | Höchstplatzierung, Gesamtwochen/‑monate, AuszeichnungChartplatzierungen (Jahr, Titel, Album, Platzierungen, Wochen/Monate, Auszeichnungen, Anmerkungen) | Anmerkungen | [↑]: gemeinsam behandelt mit vorhergehendem Eintrag; [←]: in beiden Charts platziert |
| Jahr | Titel Album                                                                 | DE | UK | US | Anmerkungen |                                                                                      |
| ---- | --------------------------------------------------------------------------- | --- | --- | --- | --- | ------------------------------------------------------------------------------------ |
| 1955 | Two Hearts Pat Boone                                                        | — | — | US16 (12 Wo.)US | |                                                                                      |
| 1955 | Ain’t That a Shame Pat Boone                                                | — | UK7 (11 Wo.)UK | US2 (25 Wo.)US | Original: Fats Domino |                                                                                      |
| 1956 | No Other Arms (No Arms Can Ever Hold You) –                                 | — | — | US26 (12 Wo.)US | |                                                                                      |
| 1956 | At My Front Door (Crazy Little Mama) –                                      | — | — | US7 (16 Wo.)US | Original: El Dorados, war 1955 ein R&B-Nummer-eins-Hit |                                                                                      |
| 1956 | Gee Whittakers! Pat Boone                                                   | — | — | US27 (10 Wo.)US | 1956 ein R&B-Hit für die Five Keys |                                                                                      |
| 1956 | Tutti Frutti Pat Boone                                                      | DE5 (7 Mt.)DE | — | US12 (18 Wo.)US | Original/Mitautor: Little Richard |                                                                                      |
| 1956 | I’ll Be Home Pat Boone                                                      | DE17 (1 Mt.)DE | UK1 (24 Wo.)UK | US5 (22 Wo.)US | Original: The Flamingos (1956 Platz 5 der R&B-Charts) |                                                                                      |
| 1956 | Long Tall Sally –                                                           | — | UK18 (7 Wo.)UK | US18 (14 Wo.)US | Original/Mitautor: Little Richard |                                                                                      |
| 1956 | Just as Long as I’m with You –                                              | — | — | US76 (3 Wo.)US | Autor: Billy Vaughn |                                                                                      |
| 1956 | I Almost Lost My Mind Pat’s Great Hits                                      | DE20 (2 Mt.)DE | UK14 (7 Wo.)UK | US1 (23 Wo.)US | Original/Autor: Ivory Joe Hunter, war 1950 Platz 1 der R&B-Charts |                                                                                      |
| 1956 | I’m in Love with You Pat’s Great Hits                                       | — | — | US57 (7 Wo.)US | |                                                                                      |
| 1956 | Friendly Persuasion (Thee I Love) Pat’s Great Hits                          | — | UK3 (21 Wo.)UK | US8 (24 Wo.)US | Titellied des Films Friendly Persuasion |                                                                                      |
| 1956 | Chains of Love Pat’s Great Hits                                             | — | — | US20 (14 Wo.)US | Original: Big Joe Turner, war 1952 Platz 2 der R&B-Charts |                                                                                      |
| 1956 | Don’t Forbid Me Pat’s Great Hits                                            | — | UK2 (16 Wo.)UK | US1 (22 Wo.)US | Autor: Charles Singleton eine deutschsprachige Version von Boone unter dem Titel Baby, Oh Baby war 1963 in den Charts                                                                                     |                                                                                      |
| 1956 | Anastasia Pat’s Great Hits                                                  | — | — | US37 (18 Wo.)US | Titellied des Films Anastasia |                                                                                      |
| 1957 | Why Baby Why Pat’s Great Hits                                               | — | UK17 (7 Wo.)UK | US6 (21 Wo.)US | |                                                                                      |
| 1957 | I’m Waiting Just for You Pat’s Great Hits                                   | — | — | US27 (10 Wo.)US | Original/Mitautor: Lucky Millinder, war 1951 Nummer 2 in den R&B-Charts |                                                                                      |
| 1957 | Love Letters in the Sand Pat’s Great Hits                                   | — | UK2 (21 Wo.)UK | US1 (34 Wo.)US | bereits 1931 ein Top-Ten-Hit für Ted Black & His Orchestra aus dem Pat-Boone-Film Bernadine |                                                                                      |
| 1957 | Bernandine Pat’s Great Hits                                                 | — | — | US23 (25 Wo.)US | Titellied aus dem Film Bernadine mit Pat Boone Autor: Johnny Mercer |                                                                                      |
| 1957 | Remember You’re Mine Pat’s Great Hits                                       | — | UK5 (18 Wo.)UK | US20 (21 Wo.)US | |                                                                                      |
| 1957 | There’s a Gold Mine in the Sky Pat’s Great Hits                             | —[UK: ↑] | UK5 (18 Wo.)UK | US28 (14 Wo.)US | 1938 ein Nummer-fünf-Hit für Horace Heidt und sein Orchester |                                                                                      |
| 1957 | April Love Pat Boone Sings                                                  | — | UK7 (23 Wo.)UK | US1 (26 Wo.)US | Titelsong des gleichnamigen Pat-Boone-Films |                                                                                      |
| 1957 | When the Swallows Come Back to Capistrano Pat Boone Sings                   | — | — | US80 (3 Wo.)US | 1940 Top-10-Hits für Glenn Miller und für die Ink Spots |                                                                                      |
| 1957 | White Christmas                                                             | — | UK29 (1 Wo.)UK | — | Coverversion von Bing Crosbys Weihnachtsklassiker |                                                                                      |
| 1958 | A Wonderful Time up There Pat Boone Sings                                   | — | UK2 (17 Wo.)UK | US10 (19 Wo.)US | Autor ist Lee Roy Abernathy, der das Lied erstmals 1947 unter dem Titel Gospel Boogie mit seinem Homeland Harmony Quartet aufnahm                                                                         |                                                                                      |
| 1958 | It’s Too Soon to Know Pat Boone Sings                                       | — | UK7 (12 Wo.)UK | US13 (16 Wo.)US | war 1948 der erste Hit der Orioles, erreichte Platz 1 der R&B- und Platz 13 der Pop-Charts |                                                                                      |
| 1958 | Sugar Moon Pat Boone Sings                                                  | — | UK6 (12 Wo.)UK | US11 (13 Wo.)US | Autor: Danny Wolfe |                                                                                      |
| 1958 | Cherie, I Love You Pat Boone Sings                                          | — | — | US63 (5 Wo.)US | Original: Ben Bernie & His Orchestra, erreichte 1926 Platz 4 der Charts |                                                                                      |
| 1958 | If Dreams Came True Pat Boone Sings                                         | — | UK16 (11 Wo.)UK | US12 (13 Wo.)US | |                                                                                      |
| 1958 | That’s How Much I Love You Pat Boone Sings                                  | — | — | US39 (9 Wo.)US | Original/Mitautor: Eddy Arnold, war 1946 ein Nummer-zwei-Hit in den Country-Charts weitere erfolgreiche Versionen: Red Foley (Pat Boones Schwiegervater), Frank Sinatra                                   |                                                                                      |
| 1958 | Gee, But It’s Lonely Pat Boone Sings                                        | — | UK30 (1 Wo.)UK | US31 (9 Wo.)US | Original/Autoren: The Everly Brothers |                                                                                      |
| 1958 | For My Good Fortune Pat Boone Sings                                         | — | — | US23 (11 Wo.)US | Autoren: Otis Blackwell, Bobby Stevenson |                                                                                      |
| 1958 | I’ll Remember Tonight Pat Boone Sings                                       | — | UK18 (9 Wo.)UK | US34 (11 Wo.)US | aus dem Pat-Boone-Film Mardi Gras |                                                                                      |
| 1959 | With the Wind and the Rain in Your Hair Pat Boone’s Golden Hits             | — | UK21 (3 Wo.)UK | US21 (14 Wo.)US | war 1940 für Bob Crosby und für Kay Kyser jeweils ein Top-Ten-Hit |                                                                                      |
| 1959 | Good Rockin’ Tonight –                                                      | — | — | US49 (8 Wo.)US | Original/Autor: Roy Brown (1947), für Wynonie Harris 1948 ein R&B-Nummer-eins-Hit |                                                                                      |
| 1959 | For a Penny Pat Boone’s Golden Hits                                         | — | UK19 (9 Wo.)UK | US23 (11 Wo.)US | Autor: Charles Singleton |                                                                                      |
| 1959 | The Wang Dang Taffy-Apple Tango (Mambo Cha Cha Cha) Pat Boone’s Golden Hits | — | — | US62 (4 Wo.)US | |                                                                                      |
| 1959 | Twixt Twelve and Twenty Pat Boone’s Golden Hits                             | — | UK18 (7 Wo.)UK | US17 (11 Wo.)US | Autoren: Aaron Schroeder, Fredda Gold (Ehefrau von Wally Gold) |                                                                                      |
| 1959 | Fools Hall of Fame –                                                        | — | — | US29 (9 Wo.)US | Autoren: Aaron Schroeder, Wally Gold (Ehemann von Fredda Gold) |                                                                                      |
| 1959 | Beyond the Sunset Hymns We Love                                             | — | — | US71 (5 Wo.)US | war 1950 ein Country-Top-10-Hit für die Three Suns |                                                                                      |
| 1960 | (Welcome) New Lovers Pat Boone’s Golden Hits                                | — | — | US18 (12 Wo.)US | |                                                                                      |
| 1960 | Words Pat Boone’s Golden Hits                                               | — | — | US94 (1 Wo.)US | Original: Silver Threads Among the Gold von 1873, mit neuem Text |                                                                                      |
| 1960 | Walking the Floor over You Pat Boone’s Golden Hits                          | — | UK39 (5 Wo.)UK | US44 (8 Wo.)US | Original/Autor: Ernest Tubb (1941) |                                                                                      |
| 1960 | Spring Rain –                                                               | — | — | US50 (8 Wo.)US | |                                                                                      |
| 1960 | Candy Sweet –                                                               | — | — | US72 (3 Wo.)US | |                                                                                      |
| 1960 | Delia Gone Pat Boone - 1965                                                 | — | — | US66 (3 Wo.)US | |                                                                                      |
| 1960 | Alabam Pat Boone’s Golden Hits                                              | — | — | US47 (8 Wo.)US | |                                                                                      |
| 1960 | Dear John Pat Boone’s Golden Hits                                           | — | — | US44 (8 Wo.)US | 1953 ein Nummer-eins-Hit in den Country-Charts für Jean Shepherd & Ferlin Husky |                                                                                      |
| 1961 | The Exodus Song (This Land Is Mine) Days of Wine and Roses                  | — | — | US64 (6 Wo.)US | das Oscar-gekrönte Instrumentalthema aus dem Film Exodus mit einem von Boone selbst geschriebenen Text |                                                                                      |
| 1961 | Moody River                                                                 | — | UK18 (10 Wo.)UK | US1 (15 Wo.)US | Original/Autor: Gary D. Bruce, Künstlername Chase Webster |                                                                                      |
| 1961 | Big Cold Wind Pat Boone’s Golden Hits                                       | — | — | US19 (9 Wo.)US | |                                                                                      |
| 1961 | Johnny Will Pat Boone’s Golden Hits                                         | DE2 (6 Mt.)DE | UK4 (13 Wo.)UK | US35 (10 Wo.)US | die deutsche Version Geld wie Heu von Gerd Böttcher (Text von Hans Bradtke) erreichte Anfang 1962 ebenfalls Platz 2 in Deutschland                                                                        |                                                                                      |
| 1962 | I’ll See You in My Dreams                                                   | — | UK27 (9 Wo.)UK | US32 (9 Wo.)US | war bereits 1925 für mehrere Interpreten ein Hit |                                                                                      |
| 1962 | Pictures in the Fire I’ll See You in My Dreams                              | — | — | US77 (4 Wo.)US | |                                                                                      |
| 1962 | Quando, Quando, Quando (Tell Me When) –                                     | — | UK41 (4 Wo.)UK | US95 (1 Wo.)US | das Original von Tony Renis (auch Mitautor) war 1962 ein Nummer-eins-Hit in Italien und in Deutschland kam es, ebenso wie die deutsche Version von Caterina Valente und Silvio Francesco auf Platz 9      |                                                                                      |
| 1962 | Speedy Gonzales Pat Boone’s Golden Hits                                     | DE1 Gold · (6 Mt.)DE | UK2 (19 Wo.)UK | US6 (13 Wo.)US | Mel Blanc, der Originalsprecher der Zeichentrickfigur Speedy Gonzales, gibt Speedy auch in diesem Lied seine Stimme; das Original des Lieds stammt von David Hess aus demselben Jahr; Verkäufe: + 500.000 |                                                                                      |
| 1962 | Ten Lonely Guys –                                                           | — | — | US45 (7 Wo.)US | Mitautor: Neil Diamond |                                                                                      |
| 1962 | The Main Attraction –                                                       | — | UK12 (11 Wo.)UK | — | |                                                                                      |
| 1962 | Lover’s Lane –                                                              | DE11 (7 Mt.)DE | — | — | Autor: Pat Boone; die deutsche Coverversion Kleine Nervensäge Monika von Peter Beil (Text Klaus Munro) erreichte ebenfalls Platz 11                                                                       |                                                                                      |
| 1963 | Meditation (Meditacao) –                                                    | — | — | US91 (1 Wo.)US | |                                                                                      |
| 1963 | Baby, oh Baby (Don’t Forbid Me) –                                           | DE29 (3 Mt.)DE | — | — | deutschsprachige Version seines Hits Don't Forbid Me von 1956, getextet wurde sie von Werner Cyprys ursprünglich für die Teddies (1957)                                                                   |                                                                                      |
| 1963 | Rosmarie –                                                                  | DE7 (4 Mt.)DE | — | — | deutsches Lied |                                                                                      |
| 1964 | Baby Sonnenschein –                                                         | DE25 (3 Mt.)DE | — | — | deutsches Lied |                                                                                      |
| 1964 | Beach Girl –                                                                | — | — | US72 (5 Wo.)US | Autoren/Produzenten: Bruce Johnston (von den Beach Boys) und Terry Melcher |                                                                                      |
| 1966 | Wish You Were Here, Buddy Wish You Were Here Buddy                          | — | — | US49 (8 Wo.)US | |                                                                                      |
| 1969 | July You’re a Woman Departure                                               | — | — | US100 (2 Wo.)US | Autor: John Stewart |                                                                                      |

## Videoalben
- 1995: Christmas with Pat Boone
- 1995: 40 Years of Hits
- 2002: American Glory
- 2006: For My Country, Ballad of the National Guard
- 2006: Thank You, Billy Graham

## Statistik

### Chartauswertung
|                     | DE    | AT    | UK    | US     |
| ------------------- | ----- | ----- | ----- | ------ |
| Nummer-eins-Alben   | DE—DE | AT—AT | UK—UK | US—US  |
| Top-10-Alben        | DE1DE | AT—AT | UK1UK | US3US  |
| Alben in den Charts | DE1DE | AT1AT | UK4UK | US17US |

|                       | DE    | UK     | US     |
| --------------------- | ----- | ------ | ------ |
| Nummer-eins-Singles   | DE1DE | UK1UK  | US5US  |
| Top-10-Singles        | DE4DE | UK12UK | US12US |
| Singles in den Charts | DE9DE | UK27UK | US61US |

### Auszeichnungen für Musikverkäufe
Anmerkung: Auszeichnungen in Ländern aus den Charttabellen bzw. Chartboxen sind in ebendiesen zu finden.
| Land/RegionAuszeichnungen für Musikverkäufe (Land/Region, Auszeichnungen, Verkäufe, Quellen) | Silber  | Gold     | Platin | Verkäufe | Quellen         |
| -------------------------------------------------------------------------------------------- | ------- | -------- | ------ | -------- | --------------- |
| Deutschland (BVMI)                                                                           | —       | Gold1    | —      | 500.000  | Einzelnachweise |
| Vereinigte Staaten (RIAA)                                                                    | —       | Gold1    | —      | 500.000  | riaa.com        |
| Vereinigtes Königreich (BPI)                                                                 | Silber1 | —        | —      | 60.000   | bpi.co.uk       |
| Insgesamt                                                                                    | Silber1 | 2× Gold2 | —      |          |                 |